# Братья по оружию (мини-сериал)
«Братья по оружию» (англ. Band of Brothers) — американский телевизионный мини-сериал о Второй мировой войне, созданный по одноимённой художественно-документальной книге историка Стивена Амброуза. Сопродюсерами сериала выступили Стивен Спилберг и Том Хэнкс, работавшие вместе ещё при создании фильма «Спасти рядового Райана». Первый эпизод был показан на канале HBO 9 сентября 2001 года. «Братья по оружию» выиграл премию «Эмми» и «Золотой глобус» 2001 года как лучший мини-сериал.
В сериале рассказывается о боевом пути роты E («Easy») 2-го батальона, 506-го парашютно-десантного полка, 101-й воздушно-десантной дивизии США, от обучения в тренировочном лагере в городе Токкоа, штате Джорджия, через высадку в Нормандии, участии в операции «Маркет Гарден», Бастонском сражении, Арденнской операции и других битвах до самого конца войны. События интерпретируются, исходя из собственного исследования Амброуза и фактов, данных ему в интервью ветеранами роты. Персонажи, показанные в телесериале, имеют под собой реальные прототипы.

## Название сериала
Английское название книги Эмброуза и сериала является цитатой из речи английского короля Генриха V, данной им перед битвой при Азенкуре, в пьесе Уильяма Шекспира «Генрих V»:

And Crispin Crispian shall ne’er go by,

From this day to the ending of the world,

But we in it shall be remembered;

We few, we happy few, we band of brothers;

For he to-day that sheds his blood with me

Shall be my brother; be he ne’er so vile,

This day shall gentle his condition:

And gentlemen in England now a-bed

Shall think themselves accursed they were not here,

And hold their manhoods cheap whiles any speaks

That fought with us upon Saint Crispin’s day.

Эти строчки цитируются Карвудом Липтоном в финальном эпизоде сериала.

## Эпизоды
| # | Название эпизода      | Режиссёр           | Сценарист                   | Основной персонаж              | Премьера         |
| --- | --------------------- | ------------------ | --------------------------- | ------------------------------ | ---------------- |
| 1 | «Куррахи»             | Фил Олден Робинсон | Эрик Джендресен, Том Хэнкс  | Ричард Уинтерс и Герберт Собел | 9 сентября 2001  |
| В 1942 году, в штате Джорджия, в тренировочном лагере армии США под названием Токкоа, группа молодых добровольцев начинает усиленную военную подготовку с целью стать солдатами парашютно-десантных подразделений американской армии. Под строгим командованием капитана Герберта Собела члены новоиспечённой роты «Изи» проходят путь от «зелёных салаг» до представителей военной элиты и заканчивают обучение уже будучи в Англии. В процессе подготовки капитан Собел проявляет страшную некомпетентность в качестве полевого командира, и сержантский состав, не желая быть под его командованием, решает подать в отставку. Также между Собелом и уважаемым рядовыми лейтенантом Ричардом Уинтерсом возникает взаимная неприязнь. В конечном итоге высшее командование решает перевести Собела и назначает его командовать парашютной школой, а рота успешно завершает обучение и вместе с другими подразделениями ожидает своё первое боевое задание. |                       |                    |                             |                                |                  |
| 2 | «День всех дней»      | Ричард Лонкрейн    | Джон Орлофф                 | Ричард Уинтерс                 | 9 сентября 2001  |
| 6 июня 1944 года наступает день Д: войска союзников высаживаются в Нормандии. Накануне вторжения с самолётов в тыл противника сбрасывают десантников, среди которых рота «Изи». Парашютисты должны под покровом ночи начать боевые действия и помочь высадке с моря, но из-за сильного зенитного огня почти никто из них не приземляется в точке сбора, а многие к тому же остаются без оружия и амуниции. Лейтенант Уинтерс, взяв на себя командование после гибели командующего ротой, собирает потерявшихся десантников в сводный отряд и пытается помочь бойцам найти свои подразделения. Позднее он командует атакой на укреплённые позиции немецкой артиллерии. Уинтерс успешно справляется со своей задачей, но при этом его подразделение несёт первые потери. |                       |                    |                             |                                |                  |
| 3 | «Карантан»            | Микаэль Саломон    | Эрик Макс Фрай              | Альберт Блайт                  | 16 сентября 2001 |
| Спустя два дня после открытия второго фронта рота «Изи» участвует в боях за взятие прибрежного города Карантан. Солдаты очень тяжело переносят трудные и кровопролитные бои, а один из солдат, рядовой Альберт Блайт, начинает терять рассудок. Позже в одном из сражений он почти сходит с ума, но лейтенант Уинтерс приводит его в чувство. Уже уверенный в себе Блайт вызывается возглавить разведгруппу и во время выполнения задания получает тяжёлое ранение в шею от снайпера противника. В конце эпизода сообщается, что Альберт Блайт так и не оправился от ранения и скончался в 1948 году, хотя в реальной жизни Альберт Блайт в итоге выздоровел и продолжал нести службу в армии США до своей смерти в 1967 году. |                       |                    |                             |                                |                  |
| 4 | «Пополнение»          | Дэвид Наттер       | Грэм Йост, Брюс С. МакКенна | Денвер Рэндлмен                | 23 сентября 2001 |
| Из-за понесённых потерь роту «Изи» пополняют парашютистами-новобранцами, которые изо всех сил пытаются «стать своими» для ветеранов боёв в Нормандии. Роту десантируют в Нидерланды для участия в Голландской операции. Солдаты продвигаются вперёд, освобождают от немецких войск город Эйндховен, но вскоре вместе с британскими частями вынуждены отступить. Дальнейшее повествование ведётся от лица сержанта Денвера Рэнлдмена, который оказывается отрезан от своих и вынужден скрываться от вражеских войск. |                       |                    |                             |                                |                  |
| 5 | «Перепутье»           | Том Хэнкс          | Эрик Джендресен             | Ричард Уинтерс                 | 30 сентября 2001 |
| Повышенный в звании до капитана Ричард Уинтерс пишет рапорт по бою, который завершился победой «Изи» — рота разгромила два батальона противника, понеся минимальные потери. Во время сражения Уинтерс убивает молодого солдата СС, вследствие чего, его начинают преследовать кошмары. За проявленное стратегическое мышление и лидерские качества капитана Уинтерса назначают командиром батальона. Однако капитан недоволен своей новой должностью, которую считает «административной». Позже десантники принимают участие в операции «Пегас», в ходе которой вместе с канадскими частями спасают из окружения выживших солдат британской 1-й воздушно-десантной дивизии. В конце серии заметно поредевшую роту направляют в Бастонь для участия в обороне от наступающих в Арденнах немецких частей. |                       |                    |                             |                                |                  |
| 6 | «Бастонь»             | Дэвид Лиланд       | Брюс С. МакКенна            | Юджин Роу                      | 7 октября 2001   |
| Зимой, в жесточайший мороз, в лесах неподалёку от Бастони, бойцы роты «Изи» вынуждены держать оборону, имея минимум амуниции и медикаментов. Солдаты встречают невесёлое рождество в траншеях. Санитар Юджин Роу несёт службу, помогая раненым и больным сослуживцам, а также пытается найти критичные для солдат дефицитные медикаменты. В Бастони он успевает подружиться с местной медсестрой-бельгийкой, которая впоследствии погибает от немецкой бомбардировки. |                       |                    |                             |                                |                  |
| 7 | «Предел»              | Дэвид Френкель     | Грэм Йост                   | Карвуд Липтон                  | 14 октября 2001  |
| Рассказчиком в этом эпизоде выступает старший сержант Карвуд Липтон. После жестоких боёв под Бастонью десантники получают приказ отвоевать у врага близлежащий город Фуа — как часть стратегического плана вытеснения немецких войск с территории Бельгии. В ходе постоянных артобстрелов «Изи» несёт ощутимые потери — сержанту Липтону приходится прилагать усилия для поддержания высокого морального духа у бойцов вверенного ему подразделения. Сразу после зачистки города, за проявленные лидерские качества его обещают повысить в звании до лейтенанта. |                       |                    |                             |                                |                  |
| 8 | «Последний дозор»     | Тони То            | Эрик Борк, Брюс С. МакКенна | Дэвид Вебстер                  | 21 октября 2001  |
| Рассказчик эпизода — только что вернувшийся в роту рядовой Дэвид Вебстер. Вебстер участвовал в высадке в Нормандии, был ранен в ходе боёв в Голландии и провёл в общей сложности четыре месяца в госпитале, реабилитационном центре и учебке, но при этом не особенно торопился вернуться на передовую, из-за чего теперь получает от своих бывших сослуживцев подчёркнуто холодный приём. Десантники добираются до французского города Агно и получают приказ захватить «языка» на вражеской территории. Операция выполнена, но в ходе её выполнения подразделение теряет одного из своих солдат. Капитан Уинтерс, повышенный в звании до майора, игнорирует приказ вышестоящего офицера о повторной вылазке в расположение противника, стремясь сохранить жизни своих солдат. |                       |                    |                             |                                |                  |
| 9 | «Почему мы сражаемся» | Дэвид Френкель     | Джон Орлофф                 | Льюис Никсон                   | 28 октября 2001  |
| Рота «Изи» входит на территорию Германии и практически не встречает сопротивления противника. Поступает сообщение о капитулировавшем 300-тысячном контингенте немецких войск. Постепенно к бойцам приходит осознание того, что война близится к завершению. Капитан Льюис Никсон расстроен тем, что со времени высадки занимался почти исключительно штабной работой и ни разу не участвовал в боях. Также он получает письмо от своей жены, в котором она сообщает ему о своём намерении подать на развод. Капитан начинает пьянствовать. Десантники продвигаются вглубь территории Германии. Солдаты разглагольствуют о послевоенной мирной жизни, делятся своими ожиданиями и планами. По пути они встречают колонны сдавшихся в плен. Рота останавливается на ночлег в городе Ландсберг-ам-Лех. Отправленное на патрулирование в окрестный лес отделение наталкивается на брошенный охраной концлагерь, полный трупов и живых, доведённых до крайней степени истощения заключённых. Увиденное травмирует десантников. Командование приказывает роте «провести экскурсию» местным жителям в концлагерь, а также заставить их похоронить погибших заключённых. В конце эпизода приходит известие о смерти Адольфа Гитлера. |                       |                    |                             |                                |                  |
| 10 | «Баллы»               | Микаэль Саломон    | Эрик Джендресен, Эрик Борк  | Ричард Уинтерс                 | 4 ноября 2001    |
| Рассказчик эпизода — майор Ричард Уинтерс. Активные боевые действия в Европе закончились. Рота «Изи» триумфально входит в баварский город Берхтесгаден и прибывает в Кельштайнхаус — некогда чайный домик Адольфа Гитлера на горе Кельштайн. Во время пребывания десантников в «Орлином гнезде» приходит сообщение о капитуляции Германии. Позднее солдаты обнаруживают имение Каринхалл рейхсмаршала Люфтваффе Германа Геринга. В конце концов бойцов расквартировывают в Австрии, где набравшие достаточное количество необходимых для демобилизации наградных баллов военнослужащие получают право вернуться домой. Оставшиеся в Европе десантники наслаждаются мирной жизнью и ожидают отправки на тихоокеанский ТВД. Вскоре они с восторгом встречают новость об окончании войны с Японией и завершении Второй мировой войны. |                       |                    |                             |                                |                  |

## В ролях
- Дэмиэн Льюис — майор Ричард Уинтерс (10 эпизодов)
- Рон Ливингстон — капитан Льюис Никсон (10 эпизодов)
- Донни Уолберг — второй лейтенант Карвуд Липтон (10 эпизодов)
- Скотт Граймс — специалист сержант Дональд Маларки (10 эпизодов)
- Питер Янгблуд Хиллз — штаб-сержант Дэррелл «Дёрганный» Пауэрс (10 эпизодов)
- Шэйн Тейлор — специалист четвёртого класса, санитар Юджин «Док» Роу (10 эпизодов)
- Мэттью Лейтч — штаб-сержант Флойд «Тэб» Тэлберт (10 эпизодов)
- Рик Гомес — специалист четвёртого класса Джордж Луз (9 эпизодов)
- Майкл Кадлиц — сержант Денвер «Бык» Рэндлмэн (9 эпизодов)
- Николас Аарон — рядовой первого класса Роберт «Попай» Винн (9 эпизодов)
- Росс МакКолл — специалист пятого класса Джозеф Либготт (9 эпизодов)
- Джеймс Мадио — специалист четвёртого класса Фрэнк Перконте (9 эпизодов)
- Филип Баррантини — рядовой Уэйн «Тощий» Сиск (9 эпизодов)
- Нил МакДонаф — первый лейтенант Линн «Бак» Комптон (8 эпизодов)
- Декстер Флетчер — штаб-сержант Джон Мартин (8 эпизодов)
- Джордж Калил — сержант Джеймс «Мо» Элли, мл. (8 эпизодов)
- Нолан Хеммингс — штаб-сержант Чарльз Грант (8 эпизодов)
- Рик Уорден — первый лейтенант Хэрри Уэлш (8 эпизодов)
- Робин Лейнг — рядовой первого класса Эдвард «Бэйб» Эффрон (8 эпизодов)
- Стивен Маккоул — первый лейтенант Фредерик Хейлигер (9 эпизодов)
- Дэйл Дуай — полковник Роберт Ф. Синк (7 эпизодов)
- Мэттью Сеттл — капитан Рональд Спирс (7 эпизодов)
- Майкл Фассбендер — сержант Бёртон «Пэт» Кристенсон (7 эпизодов)
- Фрэнк Джон Хьюз — штаб-сержант Уильям «Дикий Билл» Гуарнере (7 эпизодов)
- Тим Мэттьюз — рядовой первого класса Алекс Пенкала (7 эпизодов)
- Рене Л. Морено — технический специалист пятого класса Джозеф Рамирес (7 эпизодов)
- Дуглас Спейн — технический специалист пятого класса Антонио Гарсия (7 эпизодов)
- Ричард Спейт, мл. — сержант Уоррен «Скип» Мак (7 эпизодов)
- Керк Асеведо — штаб-сержант Джозеф Той (6 эпизодов)
- Эйон Бэйли — рядовой первого класса Дэвид Кэньон Вебстер (6 эпизодов)
- Крэйг Хини — рядовой Рой Кобб (6 эпизодов)
- Джейми Бамбер — второй лейтенант Джэк Фоли (3 эпизода)
- Роки Маршалл — капрал Эрл «Одно лёгкое» МакКланг (3 эпизода)
- Питер О’Мира — первый лейтенант Норман Дайк (3 эпизода)
- Дэвид Швиммер — капитан Герберт Соубел (4 эпизода)
- Марк Уоррен — рядовой Альберт Блайт (3 эпизода)
- Барт Располи — рядовой Эдвард «Тип» Типпер (3 эпизода)
- Стивен Грэм — сержант Мирон «Майк» Рэнни (2 эпизода)
- Колин Хэнкс — первый лейтенант Генри Джонс (2 эпизода)
- Том Харди — рядовой Джон Яновеч (2 эпизода)
- Саймон Пегг — первый сержант Уильям Эванс (2 эпизода)
- Эндрю Скотт — Джон «Ковбой» Холл (2 эпизода)
- Алекс Себга — капрал Фрэнсис Меллет (2 эпизода)
- Люк Гриффин — штаб-сержант Терренс «Солёный» Харрис (1 эпизод)
- Джеймс МакЭвой — рядовой Джеймс Миллер (1 эпизод)
- Джордан Фрида — рядовой Гарольд Уэбб (1 эпизод)
- Стивен Уолтерс — техник пятого класса Джон МакГрат (1 эпизод)
- Джимми Фэллон — второй лейтенант Джордж Райс (5 эпизод)
- Фил МакКи — майор (в конечном счёте подполковник) Роберт Страйер
- Бен Каплан — капрал Уолтер «Смоки» Гордон
- Дэвид Николь — первый лейтенант Томас Пикок
- Джон Лайт — подполковник Дэвид Доби
- Люси Жанна — Рене Лемер

## Персонажи
Лейтенант (позже капитан, ещё позже майор) Ричард «Дик» Уинтерс (Дэмиэн Льюис)
Главный персонаж в сериале. Является основным действующим лицом во второй, пятой и десятой сериях. Командовал ротой «Изи» до тех пор, пока не стал командиром батальона. После войны Уинтерс работал с Льюисом Никсоном — они оба вели предпринимательскую деятельность, связанную с химической промышленностью. Во время корейской войны был призван в армию и занимался подготовкой офицеров в Форт-Дикс. Один из создателей сериала Том Хэнкс считал, что «Братьям по оружию» для полноты не хватало центрального персонажа, и, по его мнению, Дэмиэн Льюис идеально подходил для этой роли.
Лейтенант (позже капитан) Льюис Никсон (Рон Ливингстон)
Лучший друг Уинтерса. Сюжет девятой серии сериала большей частью сконцентрирован именно на нём. Простой и непринужденный, Никсон имел проблемы с алкоголем и в личной жизни. Несмотря на участие в битвах во Франции, Нидерландах, Бельгии и Германии будучи офицером роты «Изи», ни разу не открывал огонь из огнестрельного оружия.
Первый лейтенант Линн «Бак» Комптон
Бывший бейсболист, командир второго взвода, участвовал в битвах в Нормандии, Голландии и обороне Бастони. Награждён Серебряной Звездой, был ранен в Нидерландах. После того как его близкие друзья (Билл Гуарнере и Джо Той) получили ранения в Бастони, у Бака случился нервный срыв и он был отправлен в госпиталь. После войны стал судьёй и расследовал дело об убийстве Роберта Кеннеди. Был очень популярен у своих солдат за дружелюбное к ним отношение.
Специалист четвёртого класса Фрэнк Перконте
После войны стал почтальоном в Чикаго.
Старший сержант Дарел «Дёрганый» Пауэрс
После войны работал механиком в угольной корпорации «Клинфилд».
Специалист четвёртого класса Джордж Луз
После войны стал консультантом технического обслуживания в Род-Айленде.
Специалист четвёртого класса, санитар Юджин «Док» Роу
После войны работал строительным подрядчиком, умер в 1998 г.
Сержант Денвер «Бык» Рэндлмэн
После войны вернулся в Арканзас и занялся земляным бизнесом.
Капитан Рональд Спирс
После капитуляции Германии и Японии остался служить в армии и воевал в Корее. Дослужился до подполковника.

## Награды и номинации
- 2002 — премия «Золотой глобус» за лучший мини-сериал или телефильм, а также две номинации: лучшая мужская роль в мини-сериале или телефильме (Дэмиэн Льюис) и лучшая мужская роль второго плана в сериале, мини-сериале или телефильме (Рон Ливингстон).
- 2002 — 6 премий «Эмми»: лучший мини-сериал, лучшая режиссура мини-сериала, лучший кастинг для мини-сериала, лучший монтаж для мини-сериала, лучший монтаж звука для мини-сериала, лучшее сведение звука для мини-сериала. Кроме того, было ещё 13 номинаций.
- 2002 — премия Американской ассоциации монтажёров за лучший монтаж эпизода из мини-сериала (за эпизод «День всех дней»).
- 2002 — премия Американского общества специалистов по кастингу за лучший кастинг для мини-сериала.
- 2003 — премия Гильдии сценаристов США за лучшую адаптацию крупного произведения (за эпизод «Бастонь»).